# Utan tvekan
Utan tvekan är Niclas Wahlgrens fjärde album, utgivet 23 juni 2004. Comeback-skivan 18 år sedan "Tidlös". 

## Låtlista
1. Innan du går - 3,11
2. Mirakel - 3,02
3. För din skull - 2,54
4. Ring klocka ring - 3,56
5. En kväll i augusti - 3,06
6. Mitt liv - 2,06
7. Hela vägen fram - 3,47
8. Anna-Lena - 3,41
9. Vid min fader - 3,13
10. Du vet att du får - 3,05
11. Varje gång du ler - 4,23
12. Upp som en sol - 3,06
13. Är det möjligt - 4,32

## Medverkande
- Niclas Wahlgren - sång, ak. gitarr, el. gitarr, kör
- Mats "MP" Persson - ak. gitarr, el gitarr, keyboard, percussion, mandolin
- Staffan Karlsson - percussion, ak. gitarr, keyboard, kör
- Petter Gunnarsson - bas
- Magnus Helgesson - trummor, percussion
- Christoffer Lundquist - el gitarr, cittra, kör
- Stefan Brunzell - piano, keyboard, orgel, rhodes, kör
- Dea Norberg - kör, lead sång på "En kväll i augusti"
- Christof Jeppsson - ak. gitarr, el. gitarr
- Peter F Bengtsson - piano
- Peter S Bengtsson - ak. gitarr, el. gitarr
- Fredrik Davidsson - trumpet på "Mitt liv"
- Nalle Bondesson - el gitarr på "Vid min fader"